# 経王寺 (村上市)
経王寺（きょうおうじ）は、新潟県村上市寺町にある日蓮宗の寺院で山号は真光山という。旧本山は大本山本圀寺(六条門流)、通師法縁。別名として寺町の大寺とよばれる。付近は寺町で長法寺、妙法寺、浄念寺などがある。

## 歴史

### 中世
南北朝時代の正平4年、貞和5年（1349年）日住（立正大師日蓮の孫弟子）を開山に西蒲原角田に創建された。その後、永禄年間（1558年‐1569年）に猿沢にへ移転し、慶長年間（1596年－1614年）現在地の村上城下へ移転した。

### 近世
江戸時代の村上城主松平直矩の時代（1649年‐1667年）に品量院（松平直矩の父松平直基の母）と永寿院（松平直矩の母）の位牌所とされた。その後松平氏の姫路城への転封に伴って2つにわかれもう1つは姫路市の永寿寺となった。

## 境内
- 本堂
- 五輪塔　間部氏の家老をつとめた勢家市右衛門が両親の菩提供養のため建立したもの。

## 歴代
- 日住

## 旧末寺
日蓮宗では昭和16年（1941年）に本末を解体したため、現在は旧本山、旧末寺と呼びならわしている。
- 遠壽山長法寺(村上市寺町)